# Héctor Cincunegui
Héctor Carlos Cincunegui de Los Santos, mais conhecido apenas como Héctor Cincunegui (Montevidéu, 28 de julho de 1940 — Montevidéu, 13 de outubro de 2016) foi um futebolista uruguaio, que atuou como lateral-direito e esquerdo.

## Carreira

### Como jogador
No Brasil, atuou por Atlético Mineiro e Náutico, entre as décadas de 1960 e 1970.

### Como treinador
Após encerrar a carreira como lateral, tornou-se diretor técnico de diversos clubes[carece de fontes?].
Nos últimos anos, trabalhou como auxiliar-técnico do Juventud de Las Piedras, clube do seu país natal.

## Títulos

### Como jogador
Seleção uruguaia
- Campeonato Sul-Americano (atual Copa América): 1967

Atlético-MG
- Campeonato Mineiro: 1970
- Campeonato Brasileiro: 1971
- Taça Belo Horizonte: 1970, 1971 e 1972

## Campanhas de destaque
Nacional
- Copa Libertadores da América: 1967 (vice-campeão)